# Lőrincz Gyula
Lőrincz Gyula (Magyardiószeg, 1910. január 16. – Pozsony, 1980. december 14.) szlovákiai magyar festő, érdemes művész (1975).

## Élete
Gyermek- és ifjúkorát az Alföldön, majd Dunaszerdahelyen töltötte. Tanulmányait Pozsonyban Gustav Mally magániskolájában kezdte, majd Komáromban Harmos Károlynál folytatta. 1929-1934 között a budapesti Képzőművészeti Főiskola növendéke, mesterei Réti István és Vaszary János voltak. Ezt követően két évig Vaszary János tanársegédje volt.
Kapcsolatban állt Kassák Lajos Munka Körével, részt vett a Sarló mozgalomban. 1935-től a Magyar Nap grafikusa, együttműködött az Az Úttal. Tagja volt a Csehszlovákiai Magyar Tudományos, Irodalmi és Művészeti Társaságnak (Masaryk Akadémia), 1935-ben a Társaság aranyérmével tüntették ki, s annak ösztöndíjával Párizsba utazott tanulmányai folytatására. A baloldali politikai és művészeti élet tevékeny résztvevője. 1936-ban a kommunista párt megbízásából Marseilleben támogatja a spanyol polgárháború megsegítésére érkező nemzetközi brigádokat. Szlovákiába visszatérve rendszeresen kiállított Pozsonyban, Érsekújvárott és Ipolyságon. 1938-1939-ben Párizsba emigrált, majd 1939-1946 között Budapesten élt, reklámgrafikusként dolgozott.
1946-ban visszatért Pozsonyba, ott élt és dolgozott haláláig. Művészi tevékenysége mellett 1948–1955 között az Új Szó főszerkesztője, 1948-1954 között pedig a Pravda, illetve 1968-1975 között az Új Szó munkatársa.
1949–1968 és 1972–1980 között, haláláig a Csemadok Központi Bizottságának országos elnöke. Az ún. normalizáció során a Csemadokból való kizárási program egyik kidolgozója volt. Magas párt-, szakmai és társadalmi tisztségeket viselt, 1954-től haláláig parlamenti képviselő volt. Művészete ugyanabból a világnézeti elkötelezettségből táplálkozott, mint politikai tevékenysége. 1977-től a Szlovák Képzőművészek Szövetségének elnöke, 1978-tól a Csehszlovák Képzőművészek Szövetségének alelnöke volt.
Fontosabb egyéni kiállításai: Duna Menti Múzeum (Komárom, 1972), Csehszlovák Kultúra (Budapest, 1973), Műcsarnok (1985 – emlékkiállítás), Pozsony (1975, 1977, 1981 – emlékkiállítás).
Fiai Gyula újságíró, diplomata, Mihály a Pozsonyi Gazdasági Egyetem, külkereskedelmi szakán végzett, és a Slovart vezérigazgatója és Dánia tiszteletbeli főkonzulja volt Pozsonyban. Második felesége Gály Olga költő, műfordító volt.

## Elismerései és emléke
- 1935 Masaryk Akadémia aranyérme
- 1960 Munkaérdemrend
- 1978 Klement Gottwald Állami Díj
- 1980 Nemzeti művész cím
- 1980 A Magyar Népköztársaság Rubinokkal Ékesített Zászlórendje
- Dunaszerdahely, Lőrincz Gyula utca

Megjegyzés: a keszegfalvai Lőrincz Gyula Alapiskola és Óvoda, illetve a Lőrincz Gyula Napok Lőrincz Gyula (1862–1928) történetíróhoz kötődik.

## Művei
Pályája kezdetétől az 1945-ig terjedő időszakban expresszív erejű festményei vallanak az öldöklés felett érzett fájdalmáról, a pusztulástól való félelméről. 1945 után festői nyelve higgadtabb lett. Témái a család és a társadalmi élet eseményei, típusai, gyermekkora vidékének, a Csallóköz tájai.
- Háború lesz (1939)
- Gond (1943)
- Koncentrációs táborban (1943)
- Fésülködő nő (1948)
- Társadalmi munkás (1948)
- Kosuti, 1931 (grafikai sorozat, 1960-as évek)
- Pusztai szeretők (1973)
- Apa és fia (1974).
- 1946 Emlékezés. Budapest. (rajzgyűjtemény)
- 1973 Dózsa katonái. Kosuti sortűz. Pozsony-Budapest. (rajzsorozatok).